# Mark Williams (homme politique)
Pour les articles homonymes, voir Mark Williams et Williams.
Mark Williams (né le 24 mars 1966) est un homme politique britannique, ancien membre de la Chambre des communes. Il a aussi été le chef des libéraux-démocrates gallois entre 2016 et 2017.

## Résultats électoraux

### Chambres des communes
| Élection          | Circonscription | Parti | Parti               | Voix   | %    | Résultats |
| ----------------- | --------------- | ----- | ------------------- | ------ | ---- | --------- |
| Générales de 1997 | Monmouth        |       | Libéraux-démocrates | 4 689  | 9,6  | Échec     |
| Partielle de 2000 | Ceredigion      |       | Libéraux-démocrates | 5 768  | 23,0 | Échec     |
| Générales de 2001 | Ceredigion      |       | Libéraux-démocrates | 9 297  | 36,5 | Échec     |
| Générales de 2005 | Ceredigion      |       | Libéraux-démocrates | 13 130 | 36,5 | Élu       |
| Générales de 2010 | Ceredigion      |       | Libéraux-démocrates | 19 139 | 50,0 | Élu       |
| Générales de 2015 | Ceredigion      |       | Libéraux-démocrates | 13 414 | 35,9 | Élu       |
| Générales de 2017 | Ceredigion      |       | Libéraux-démocrates | 11 519 | 29,0 | Échec     |
| Générales de 2019 | Ceredigion      |       | Libéraux-démocrates | 6 975  | 17,4 | Échec     |